# 金棒兰
金棒兰（学名：Yucca aloifolia），又名王兰，为天门冬科絲兰属的模式种。它生长在沙质土壤中，特别是在沿海的沙丘上。
該物種在中華民國台灣有零星栽植，它的莖最短可約4米高，葉為劍形，長可達65厘米，寬4至6釐米。花為白色，先端偶帶紫暈。

## 范围
金棒兰原产于美国大西洋和墨西哥湾沿岸，从弗吉尼亚南部到佛罗里达并西至德克萨斯墨西哥湾沿岸，沿尤卡坦海岸至墨西哥，至百慕大和加勒比的部分地区。通常金棒兰种植在美国农业部植物耐寒区8到11区。金棒兰在东海岸从弗吉尼亚到佛罗里达是一种流行的景观植物。
金棒兰已在巴哈马、阿根廷、乌拉圭、意大利、巴基斯坦、南非以及澳大利亚的昆士蘭、新南威尔士和毛里塔尼亚歸化。它在伊比利亚半岛（葡萄牙和西班牙）的花园和公园中很常见。

## 描述
金棒兰具有直立的树干，直径7.6至12.7（3至5英寸），在它变得头重脚轻并翻倒之前，高可达1.5至6（5至20英尺）。当这种情况发生时，尖端会向上转动并继续增长。它的树干长有尖锐的带状叶子，边缘有细齿，每片长约60（2英尺）。靠近生长尖端的嫩叶直立，较老的叶子会向下垂，更老叶子会枯萎变成棕色，像夏威夷裙子一样挂在下方的躯干上。最终，树干的顶端会长出60（2英尺）长的白色带紫色花朵的穗状花序，每朵花大约12.7（5英寸）宽。开花后，树干停止生长，但很快形成一个或多个侧芽，最上面成为新的顶芽。金棒兰还在树干基部附近产生新芽或分支，形成美国东南部干燥的沙滩和灌木海滩地区经常观察到的典型灌木丛。

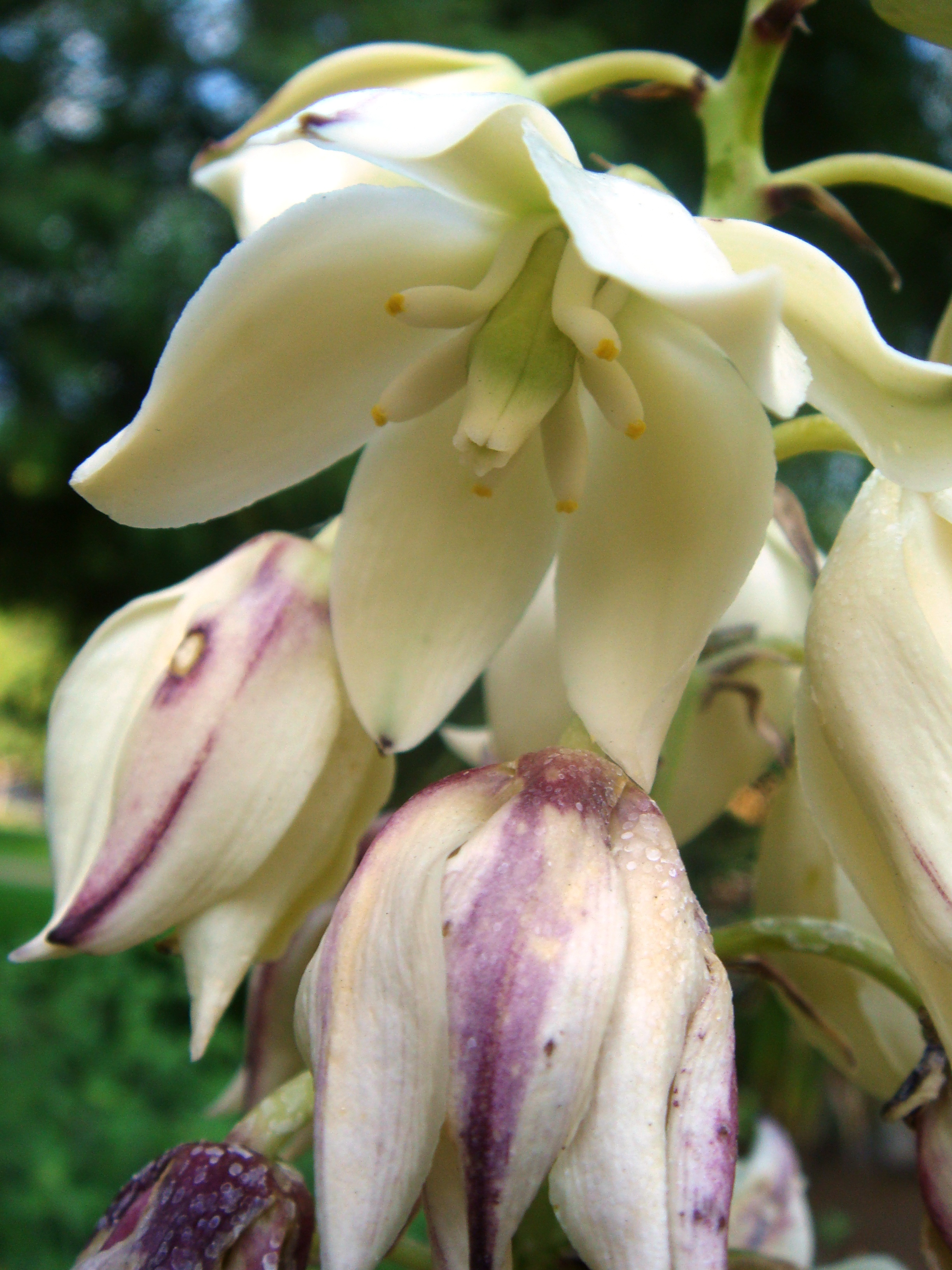
金棒兰栽培种，亚利桑那州立大学

金棒兰花白色艳丽，有时略带紫色，因此该植物作为观赏植物很受欢迎。果实细长，肉质，长达5厘米。它广泛种植在炎热气候和干旱环境中。

## 用途
金棒兰的果实可供鸟类和人类食用，花朵可以煮熟或生吃。其根部可用作肥皂和洗发水。

## 扩展阅读
- 維基物種上的相關：金棒兰